# Kedleston

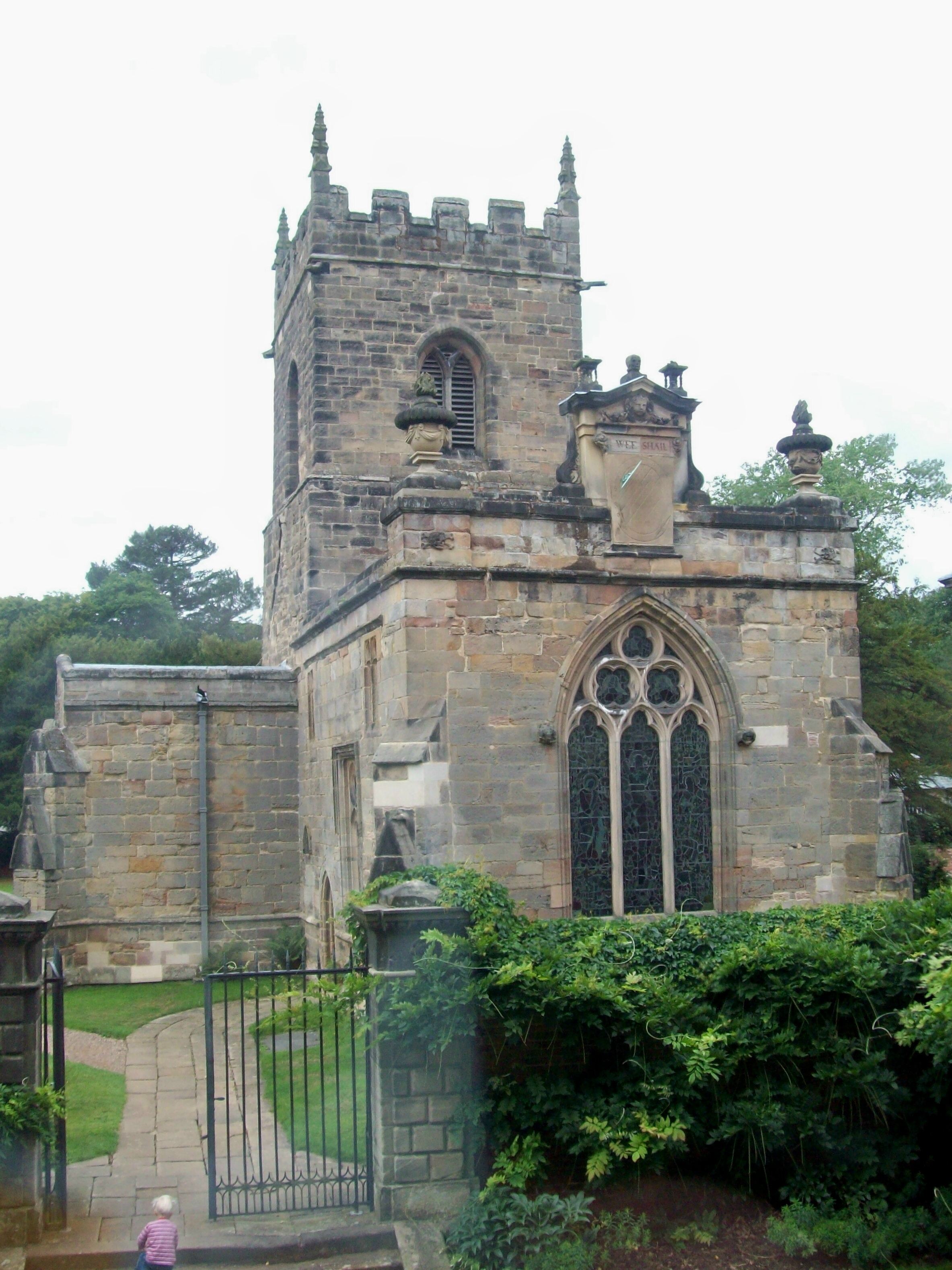
La iglesia de Todos los Santos es el único edificio que ha sobrevivido al paso de los años.

Kedleston es un pueblo y parroquia civil en el distrito del Valle del Ámbar de Derbyshire. Se sitúa a 6 km al noroeste de la ciudad de Derby, muy cerca de Quarndon, Weston Underwood, Mugginton y Kirk Langley. Su población en el censo de 2011 era de menos de 100 personas. Los documentos y censos históricos están conservados en la parroquia civil de Mackworth, Amber Valley.

## Historia
Kedleston fue mencionado en el libro Domesday como perteneciente a Henry of Ferrers. Poseía un molino y se valoraba en 20 chelines.
El nombre del pueblo deriva de Ketel's tūn, el castillo que pertenece a Ketel, del antiguo nórdico Ketill.
Muy cerca del pueblo está Kedleston Hall, la residencia histórica de la familia Curzon y ahora gestionada por la Fundación Nacional para Lugares de Interés Histórico o Belleza Natural. La iglesia parroquial recibe el nombre de All Saints (Todos los Santos), que está al cuidado de la Fundación para la Conservación de las Iglesias.

## Residentes notables
- Robert de Courçon, cardenal inglés, nació aquí en el siglo XII.[6]
- George Curzon, Virrey de India (1899–1905).